# Guerras georgiano-selyúcidas
Las guerras georgiano-selyúcidas, también conocidas como la Cruzada georgiana, fueron una larga serie de batallas y enfrentamientos militares que tuvieron lugar entre el reino de Georgia —entonces en su Edad de Oro— y los diferentes estados selyúcidas que ocupaban la mayor parte de Transcaucasia en un periodo que va desde 1048 (batalla de Kapetron) hasta 1213 (toma de Ardébil por los georgianos) .  El conflicto fue precedido por las mortíferas incursiones de los pueblos túrquicos en el Cáucaso en el siglo XI, conocidas en la historiografía georgiana como la Gran Invasión turca.

## Contexto y precedentes
En 1048-1049, los túrquicos selyúcidas bajo el mando de Ibrahim Yinal hicieron su primera incursión en la región fronteriza bizantina de Iberia. El emperador Constantino IX solicitó ayuda del duque georgiano Liparit IV de Kldekari, a quien los bizantinos habían a su vez ayudado en su lucha contra el rey georgiano Bagrat IV. Liparit, que había estado luchando en el lado bizantino, fue capturado en la batalla de Kapetron. Bagrat se aprovechó de ello y adquirió sus posesiones.
Aunque el Imperio bizantino y Georgia tenían lazos culturales y religiosos desde hacía siglos, y los selyúcidas representaban una amenaza sustancial para el imperio, la agresividad de Constantinopla en la escena política del Cáucaso contribuyó a generar una atmósfera de desconfianza y de recriminaciones, e impidió que las dos naciones cristianas cooperaran de forma efectiva contra la amenaza común. Con la afirmación de la hegemonía georgiana de los bagrátidas en el Cáucaso como piedra angular del reinado de Bagrat, su política puede entenderse como el intento de enfrentar a los selyúcidas y bizantinos unos contra otros.

## Conflictos iniciales: 1060-1080

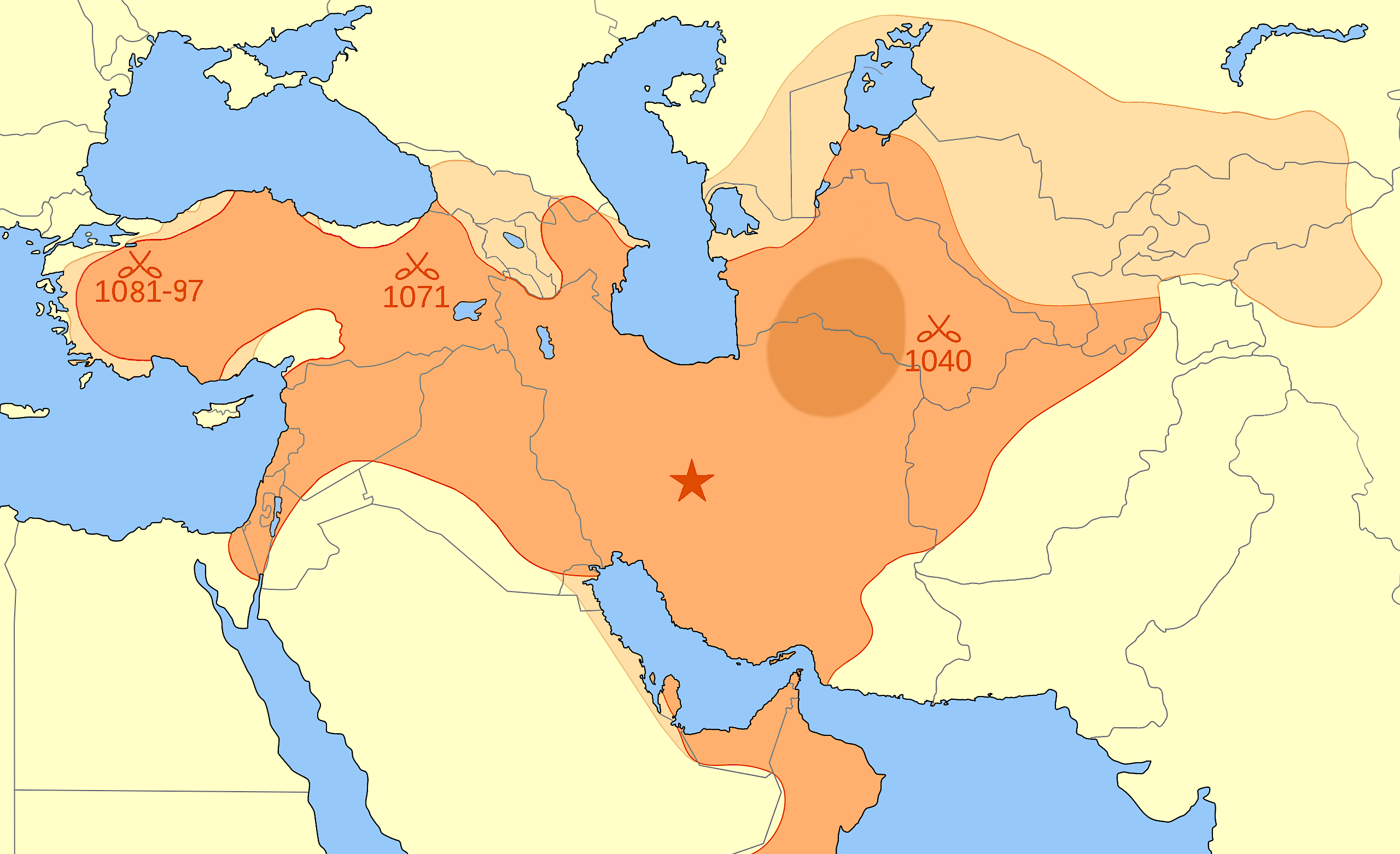
El Imperio selyúcida en su mayor extensión en 1092, tras la muerte de Malik Shah I

La segunda mitad del siglo XI estuvo marcada por la invasión estratégicamente significativa de los túrquicos selyúcidas, que a finales de la década de 1040 habían logrado construir un vasto imperio que incluía la mayor parte del Asia Central y de Persia. Los selyúcidas hicieron su primera aparición en Georgia en la década de 1060, cuando el sultán Alp Arslan arrasó las provincias del suroeste del reino georgiano y redujo la región de Kajetia. Estos intrusos fueron parte de la misma ola del movimiento túrquico que infligió una aplastante derrota al ejército bizantino en la batalla de Manzikert en 1071.
La amenaza selyúcida llevó a los gobernantes georgianos y bizantinos a buscar una cooperación más estrecha. Para asegurar esa alianza, la hija de Bagrat, Maria, se casó, en algún momento entre 1066 y 1071, con el coemperador bizantino Miguel VII Ducas. La elección de una princesa georgiana no tenía precedentes, y se vio en Georgia como un éxito diplomático de Bagrat.
El 10 de diciembre de 1068, Alp Arslan, insatisfecho con el acto del último monarca del Cáucaso que aún no había sometido, acompañado por los reyes de Lorri y de Kajetia, así como del emir de Tiflis, marchó contra Bagrat nuevamente. Las provincias de Kartli y Argveti fueron ocupadas y saqueadas. Enemigos de Bagrat de hacia mucho tiempo, los Shaddádidas de Arrán, recibieron en compensación las fortalezas de Tiflis y Rustavi. Tan pronto como Alp Arslan dejó Georgia, Bagrat recuperó Kartli en julio de 1068. Al-Fadl I b. Muhammad, de los Shaddádidas, acampó en Isani (un suburbio de Tiflis en la orilla izquierda del río Kura) y con 33 000 hombres devastó el campo. Sin embargo, Bagrat consiguió derrotarle y obligó a las tropas shaddádidas a huir. En el camino a través de Kajetia, Fadl fue hecho prisionero por el gobernante local Aghsartan. A cambio de concederle varias fortalezas en el río Iori, Bagrat rescató a Fadl y recibió de él la rendición de la ciudad de Tiflis, donde reincorporó a un emir local en términos de vasallaje.
Los últimos años del reinado de Bagrat coincidieron con lo que el profesor David Marshall Lang  describió como «el último debate de la cristiandad oriental», la batalla de Manzikert, en la que Alp Arslan infringió una aplastante derrota al ejército bizantino, capturando al emperador Romano IV, a quien humilló ritualmente y luego liberó, y quien pronto murió en la miseria. El mismo Bagrat IV murió al año siguiente, el 24 de noviembre de 1072, y fue enterrado en el monasterio Chkondidi. La soberanía sobre el atribulado reino de Georgia pasó a su hijo Jorge II. Los georgianos pudieron recuperar el thema de Iberia, con la ayuda del gobernador bizantino, Gregorio Pacoriano, quien comenzó a evacuar la región poco después del desastre infligido por los selyúcidas al ejército bizantino en Manzikert. En esa ocasión, Jorge II recibió el título bizantino de Caesar, se le otorgó la fortaleza de Kars y se hizo cargo de los límites imperiales orientales.

### Gran invasión turca
Aunque los georgianos pudieron recuperarse de la invasión de Alp Arslan, la retirada bizantina de Anatolia los puso en contacto más directo con los selyúcidas. En la década de 1070, Georgia fue atacada dos veces por el sultán Malik Shah I, pero el rey georgiano Jorge II todavía pudo defenderse a veces. En 1076 Malik Shah I surgió en Georgia y redujo muchos asentamientos a ruinas; a partir de 1079/80 en adelante, Jorge fue presionado para que se sometiera a Malik Shah para garantizar una preciada paz al precio del pago de un tributo anual. La aceptación de Jorge de la soberanía  selyúcida no llevó una paz real para Georgia. Los túrquicos continuaron su movimiento estacional en el territorio georgiano para hacer uso de la rica hierba del valle del Kura y las guarniciones selyúcidas ocuparon las fortalezas clave en el sur de Georgia. Estas incursiones y asentamientos tuvieron un efecto ruinoso en el orden económico y político de Georgia. Las tierras antaño  cultivadas se convirtieron en pastos para los nómadas y los campesinos se vieron obligados a buscar su seguridad en las montañas.
Jorge II fue capaz de obtener el apoyo militar de los selyúcidas en una campaña que emprendió destinada a recobrar el reino georgiano oriental de Kajetia, que durante mucho tiempo había resistió los intentos de anexión de los bagrátidas. Sin embargo, cansado de un asedio prolongado de la fortaleza kajetia de Vezhini, Jorge abandonó la campaña cuando llegó la nieve. Los auxiliares selyúcidas también levantaron el asedio y saquearon el fértil valle de Iori en Kajetia. Aghsartan I, rey de Kajetia fue al sultán para declarar su sumisión, y en señal de lealtad abrazó el Islam, ganando así la protección selyúcida contra las aspiraciones de la corona georgiana.
El carácter vacilante de Jorge II y la adopción de varias decisiones políticas incompetentes, además del yugo selyúcida, llevaron al reino de Georgia a una profunda crisis que culminó después de un desastroso terremoto que sacudió Georgia en 1088.

## Reconquista georgiana

### David IV

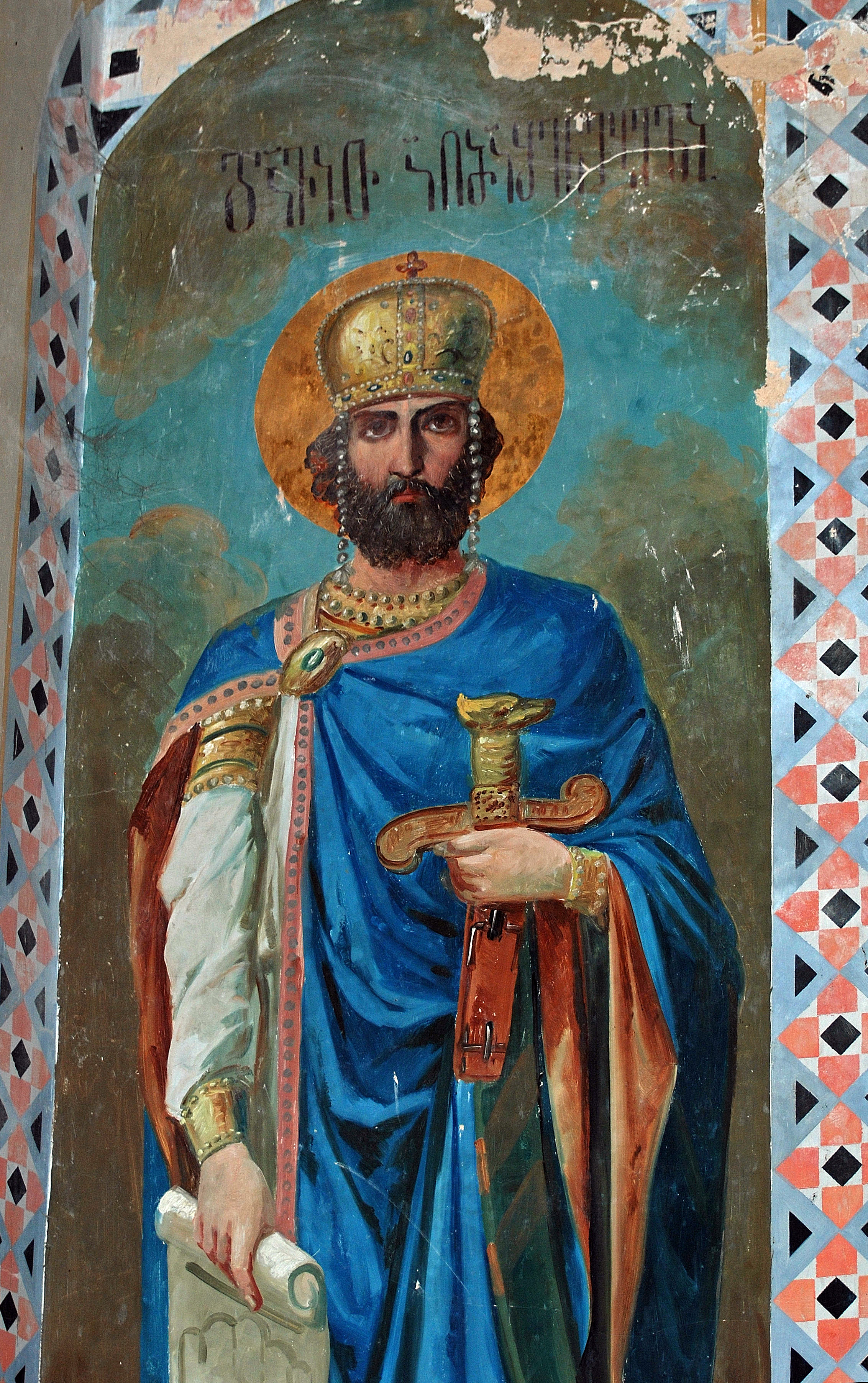
David IV de Georgia, en un fresco del monasterio Shio-Mgvime

Expansión del reino de Georgia durante el reinado de David IV

Al ver su reino caer en el caos, Jorge II decidió en 1089 ceder la corona a su hijo David IV, que contaba entonces 16 años. El rey David IV demostró ser un estadista y un comandante militar capaz. Cuando llegó a la mayoría de edad bajo la dirección de su ministro de la corte, Jorge de Chqondidi, David IV reprimió la disidencia de los señores feudales y centralizó el poder en sus manos para enfrentar efectivamente a las amenazas extranjeras. En 1089-1100, organizó pequeños destacamentos para hostigar y destruir a las tropas selyúcidas aisladas y comenzó el reasentamiento en las regiones asoladas. En 1099, el poder de David IV ya era lo suficientemente importante como para negarse a rendir homenaje a los selyúcidas. En 1104, partidarios de David en la provincia georgiana oriental de Kajetia, los nobles Baramisdze y Arshiani, capturaron al rey local Aghsartan II (1102-1104), un leal tributario del sultán selyúcida Barkiyaruq (ca. 1092-1105), y unificaron el área con el resto de Georgia. Después de la anexión de Kajetia, en 1105, David derrotó a una fuerza punitiva selyúcida en la batalla de Ertsukhi, lo que llevó a un impulso que lo ayudó a asegurar entre 1110 y 1118 las fortalezas clave de Samshvilde, Rustavi, Gishi y  Lori .
Para fortalecer a su ejército, el rey David lanzó una importante reforma militar en 1118-1120 y reasentó a varios miles de kipchaks —una confederación tribal túrquica— desde las estepas del norte hasta los distritos fronterizos de Georgia. A cambio, los kipchaks debían proporcionar un soldado por familia, lo que permitió al rey David establecer un ejército permanente además de sus tropas reales (conocidas como Monaspa). El nuevo ejército le dio al rey una fuerza muy necesaria tanto para combatir las amenazas externas como frente al descontento interno de los poderosos señores. La alianza georgiano-kipchak fue facilitada por un matrimonio anterior de David con la hija del kan. A partir de 1120, David comenzó una política de expansión más agresiva. Entró en la vecina la región de Shirvan y tomó su capital Qabala. En el invierno de 1120-1121, las tropas georgianas atacaron con éxito los asentamientos selyúcidas en las proximidades oriental y sudoccidental del Transcáucaso. Las potencias musulmanas estaban cada vez más preocupadas por el rápido ascenso de un estado cristiano en la Caucasia meridional. En 1121, el sultán Sultan Mahmud b. Muhammad (ca. 1118-1131) declaró una guerra santa en Georgia. Sin embargo, el 12 de agosto de 1121, el rey David derrotó al ejército enemigo en los campos de Didgori, huyendo los selyúcidas perseguidos por la caballería georgiana durante varios días. El ejército de David capturó una gran cantidad de botines y de prisioneros, y también pudo asegurar Tiflis en 1122, el último enclave musulmán que quedaba de la ocupación selyúcida. David trasladó allí la capital georgiana allí e inauguró la etapa que será conocida como la Edad de Oro de Georgia.
En 1123, el ejército de David liberó la ciudad de Dmanisi, el último bastión selyúcida en el sur de Georgia. En 1124, David finalmente conquistó Shirvan y tomó la ciudad armenia de Ani a los emires musulmanes, expandiendo así las fronteras de su reino a la cuenca del Araxes. Los armenios lo reconocieron como un liberador que proporcionaba una fuerza auxiliar para su ejército.

### Demetrio I
El reino continuó floreciendo bajo Demetrio I, el hijo de David. Aunque su reinado vio un conflicto familiar disruptivo relacionado con la sucesión real, Georgia siguió siendo un poder centralizado con un ejército fuerte. Tan pronto como ascendió al trono, los gobernantes musulmanes vecinos comenzaron a atacar a Georgia desde todos los lados. Los sultanes selyúcidas lucharon para restaurar el dominio de los shirvanshahs. La gran población musulmana de Shirvan se levantó contra Georgia. Esto probablemente sucedió en 1129 o 1130, cuando Demetrio restauró el poder de los shas de Shirvan, instalando en el trono a  Manuchihr II, el esposo de su hija Rusudan. Los shas de Shirvan tenían que proporcionar tropas al rey georgiano cada vez que este lo exigiese.
En 1130, Georgia fue atacada por el sultán de Ahlat, Shah-Armen Sökmen II (ca. 1128-1183). Esta guerra comenzó con el paso de Ani a manos de los georgianos; Demetrio tuvo que renunciar a Ani y entregarla a Fadl ibn Mahmud en términos de vasallaje e inviolabilidad de las iglesias cristianas. En 1139, Demetrio asaltó la ciudad de Ganyá, en Arran. Llevó las puertas de hierro de la ciudad derrotada a Georgia y las donó al monasterio de Gelati en Kutaisi. A pesar de esta brillante victoria, Demetrio solamente pudo retener Ganyá durante unos años. En respuesta a esto, el sultán de Eldiguzids atacó la ciudad de Ganyá varias veces, y en 1143 la ciudad volvió a unirse al sultán. Según Mkhitar Gosh, Demetrio finalmente se apoderó de Ganyá, pero, cuando dio a su hija en matrimonio con el sultán, le presentó la ciudad como dote, y el sultán designó a su propio emir para gobernarla.
El sucesor de Fadl, Fakr al-Din Shaddad, un emir shaddádida de Ani, pidió la mano de la hija de Saltuk, sin embargo, Saltuk lo rechazó. Esto causó un profundo odio en Shaddad hacia Saltuk. En 1154 planeó un complot y formó una alianza secreta con el Demetrio I. Mientras un ejército georgiano esperaba emboscado, ofreció tributo a saltúquidas, gobernante deErzerum y le pidió a este último que lo aceptara como vasallo. En 1153-1154, el emir Saltuk II marchó sobre Ani, pero Shaddad informó a su soberano, el rey de Georgia, de esto. Demetrio marchó hacia Ani, derrotó y capturó al emir. A pedido de los gobernantes musulmanes vecinos y liberado por un rescate de 100.000 dinares, pagados por los yernos de Saltuk y Saltuk, juró no luchar contra los georgianos cuando regresó a casa.

### Jorge III
Demetrio fue sucedido en 1156 por su hijo Jorge III, comenzando una etapa de política exterior más ofensiva. El mismo año en que ascendió al trono, Jorge lanzó una exitosa campaña contra los Shah Arman. Se puede decir que los Shah Arman participaron en casi todas las campañas emprendidas contra Georgia entre 1130 y 1160. Además, los Shah Arman solicitaron la asistencia de feudales georgianos descontentos con los monarcas georgianos y les dieron asilo. En 1156, la población cristiana de Ani se levantó contra el emir Fakr al-Din Shaddad y entregó la ciudad a su hermano Fadl ibn Mahmud. Pero Fadl, aparentemente, tampoco pudo satisfacer a la gente de Ani, y esta vez se le ofreció la ciudad a Jorge III, quien aprovechó la oferta y subyugó a Ani, nombrando a su general Ivane Orbeli como su gobernante en 1161.
Tan pronto como los georgianos se apoderaron de la ciudad, se formó una coalición compuesta por el gobernante de Ahlat,  el Shah Arman Sökmen II, el gobernante de Diyarbakır, Kotb ad-Din il-Ghazi, Al-Malik de Erzerum y otros, pero fueron derrotados. Luego marchó contra uno de los miembros de la coalición, el rey de Erzerum, y en el mismo año, 1161, lo derrotó y lo hizo prisionero, aunque luego lo liberó a cambio de un gran rescate. La captura de Ani y la derrota de las fuerzas de Saltukid permitieron al rey georgiano marchar sobre Dvin. Al año siguiente, en agosto/septiembre de 1162, Dvin fue ocupada temporalmente y saqueada, la población no cristiana fue pilleada y las tropas georgianas regresaron a casa cargadas de botín. El rey nombró a Ananiya, un miembro de la nobleza feudal local para gobernar la ciudad.

Región del Cáucaso durante el dominio shaddádida (1072-1174)

Una coalición de gobernantes musulmanes dirigida por Shams al-Din Eldiguz,  gobernante de Adarbadagan y algunas otras regiones, se embarcó en una campaña contra Georgia a principios de 1163. Se le unieron el Shah Arman Sökmen II, Ak-Sunkur, gobernante de Maragha, y otros. Con un ejército de 50 000 soldados marcharon hacia Georgia. El ejército georgiano fue derrotado. El enemigo tomó la fortaleza de Gagi, arrasó hasta la región de Gagi y Gegharkunik, tomó prisioneros y botín, y luego se trasladó a Ani. Los gobernantes musulmanes estaban jubilosos y se prepararon para una nueva campaña. Sin embargo, esta vez fueron impedidos por Jorge III, quien entró en Arran a principios de 1166, ocupó una región que se extendía hasta Ganyá, devastó la tierra y regresó con prisioneros y botín.
Parecía no haber fin a la guerra entre Jorge III y el atabeg Eldiguz. Pero los beligerantes estaban tan exhaustos que Eldiguz propuso un armisticio. Jorge no tuvo más remedio que hacer las paces. Restauró a Ani a sus antiguos gobernantes, los Shaddádidas, que se convirtieron en sus vasallos. Los Shaddádidas gobernaron la ciudad durante unos 10 años, pero en 1174 el rey Jorge tomó al Shahanshah ibn Mahmud  como prisionero y ocupó la ciudad de Ani una vez más. Ivane Orbeli, fue nombrado gobernador de la ciudad.
En 1177, Jorge III se enfrentó a la revuelta de la Casa de Orbeli. Ivane decidió solicitar ayuda a los reinos vecinos. En particular, solicitaron ayuda de los Shah´Arman y Eldiguzids, pero no recibieron ayuda. Jorge III pudo aplastar la revuelta y se embarcó en una campaña de represión contra los desafiantes clanes aristocráticos; Ivane Orbeli fue ejecutado y los miembros sobrevivientes de su familia fueron expulsados de Georgia. Sargis I Mkhargrdzeli fue nombrado gobernador de Ani.
En 1178, Jorge III nombró a su hija y heredera Tamar como heredera aparente y cogobernante para evitar cualquier disputa después de su muerte. Sin embargo, permaneció corregente hasta su muerte en 1184.

### Tamar la Grande

El sultanato selyúcida de Rum en 1190

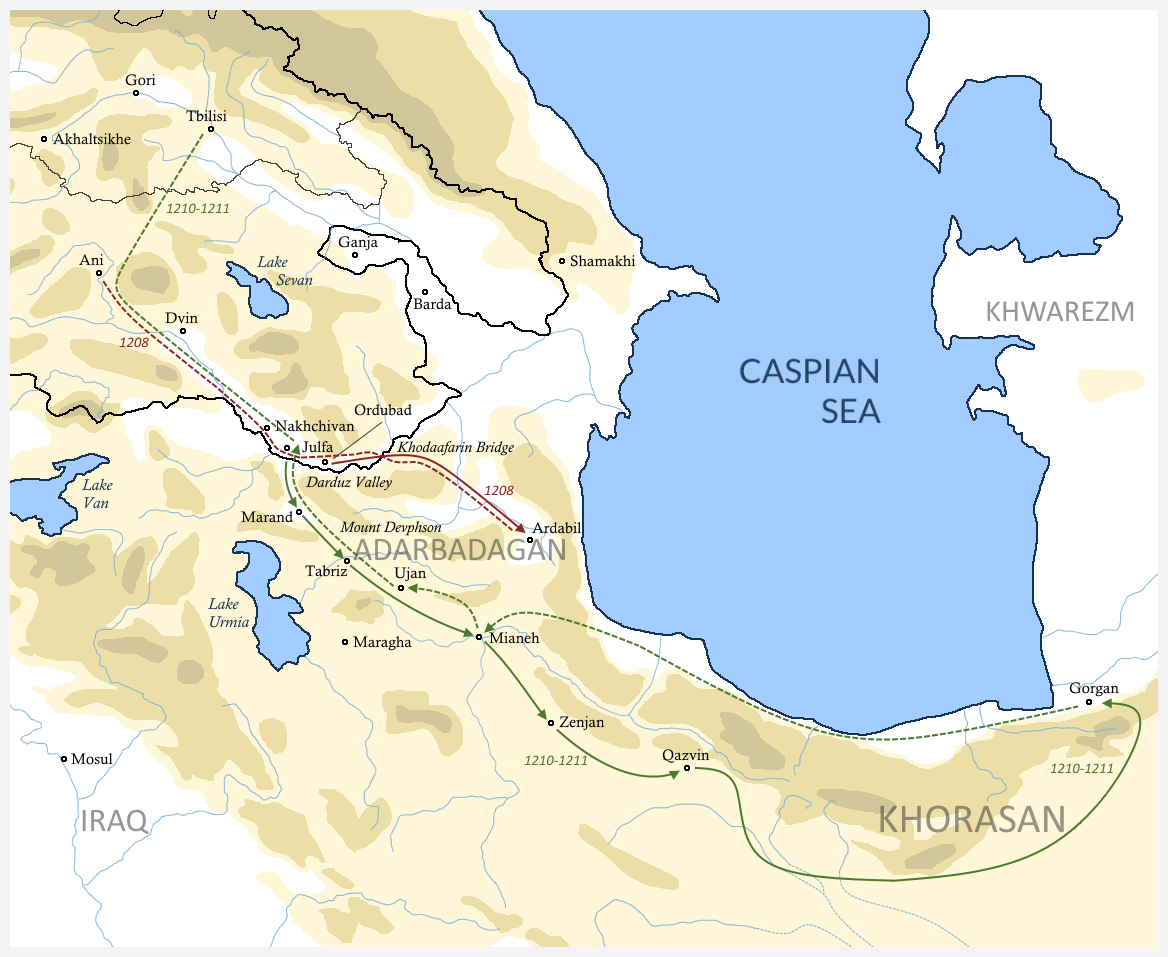
Expedición georgiana a Irán en 1208 y 1210-1211

Los éxitos de sus predecesores fueron la base de la reina Tamar, hija de  Jorge III, quien se convirtió en la primera mujer gobernante de Georgia por derecho propio y bajo cuyo liderazgo el estado georgiano alcanzó el cenit de su poder y prestigio en la Edad Media. Tamar logró neutralizar a sus oponentes y se embarcó en una política exterior enérgica ayudada por el declive de los hostiles turcos selyúcidas. Confiando en una poderosa élite militar, Tamar pudo construir un imperio que dominó el Cáucaso hasta su colapso bajo los ataques mongoles que sacudieron el país dos décadas después de su muerte.
Una vez que Tamar logró consolidar su poder y encontró un apoyo confiable en su segundo marido David Soslan, en los Mkhargrdzeli, los Toreli y otras familias nobles, revivió la política exterior expansionista de sus predecesores. Las repetidas ocasiones de luchas dinásticas en Georgia, combinadas con los esfuerzos de los sucesores regionales del Gran Imperio selyúcida, como los Eldiguzids, Shirvanshahs y Ahlatshahs, habían frenado la dinámica de los georgianos lograda durante los reinados del bisabuelo de Tamar, David IV, y de su padre, Jorge III. Sin embargo, los georgianos volvieron a estar activos bajo Tamar, en especial en la segunda década de su gobierno.
A principios de la década de 1190, el gobierno georgiano comenzó a interferir en los asuntos de los Eldigúzidas y de los sahs de Shirván, ayudando a los príncipes locales y reduciendo Shirván a un estado tributario. El atabeg eldigúzida Abu Bakr  intentó frenar el avance georgiano, pero sufrió una derrota a manos de David Soslan en la batalla de Shamkor y perdió su capital ante un protegido georgiano en 1195. Aunque Abu Bakr fue capaz de reanudar su reinado un año después, los Eldiguzids apenas pudieron contener más incursiones georgianas.
La cuestión de la liberación de Armenia siguió siendo de primordial importancia en la política exterior de Georgia. Los ejércitos de Tamar liderados por dos generales armenios, Zakare y Ivane Mjargrdzeli, invadieron fortalezas y ciudades hacia la llanura de Ararat, reclamando una tras otra fortalezas y distritos de los gobernantes musulmanes locales.
Alarmado por los éxitos georgianos, Solimán II, el resurgente sultán selyúcida de Rum, reunió a sus emires vasallos y marchó contra Georgia, pero su campamento fue atacado y destruido por David Soslan en la batalla de Basiani en 1203 o 1204. El cronista de Tamar describe cómo se reunió el ejército en la ciudad de Vardzia, excavada en la roca, antes de marchar hacia Basiani y cómo la reina se dirigió a las tropas desde el balcón de la iglesia. Explotando su éxito en esta batalla, entre 1203 y 1205 los georgianos tomaron la ciudad de Dvin y entraron en las posesiones de Akhlatshah dos veces y sometieron al emir de Kars (vasallo de los saltúquidas en Erzurum), al Ajlatshahs, a los emires de Erzurum y de Erzincan. 
En 1206, el ejército georgiano, bajo el mando de David Soslan, capturó la ciudad de Kars y otras fortalezas y plazas fuertes a lo largo del Araxes. Evidentemente, esa campaña comenzó porque el gobernante de Erzerum se negó a someterse a Georgia. El emir de Kars solicitó ayuda de los Akhlatshahs, pero este último no pudo responder, pronto fue tomado por el sultanato ayubí en 1207.
En 1209, los hermanos Mjargrzeli arrasaron con Ardebil, según los anales georgiano y armenio, como venganza por el ataque del gobernante musulmán local contra Ani y su masacre de la población cristiana de la ciudad. En una gran explosión final, los hermanos lideraron un ejército reunido en todas las posesiones y territorios vasallos de Tamar en una marcha, a través de Najicheván y Julfa, hacia Marand, Tabriz y Qazvin en el noroeste de Irán, saqueando varios asentamientos en su camino. Los georgianos llegaron a países donde nadie había oído hablar ni de su nombre ni de su existencia. Esas victorias llevaron a Georgia a la cima de su poder y gloria, estableciendo un Imperio pan-caucásico que se extendió desde el mar Negro hasta el mar Caspio y desde las montañas del Cáucaso hasta el lago Van.

## Consecuencias
Jorge IV continuó la política de Tamar. Reprimió las revueltas en los estados vasallos musulmanes vecinos en la década de 1210 y comenzó los preparativos para una campaña a gran escala contra Jerusalén para apoyar a los participantes en la Cuarta Cruzada en 1220. Sin embargo, la aproximación mongola a las fronteras georgianas hizo que el plan de la Cruzada fuera poco realista. La primera expedición mongola derrotó a los ejércitos georgianos en 1221-1222. Jorge IV murió luchando contra ellos en 1223 y su hermana  Rusudán hizo una desesperada alianza contra los mongoles cuando ella y su hija Tamar se casaron con los príncipes selyúcidas de Erzurum y del sultanato de Rum. Los antiguos enemigos eran ahora los aliados más cercanos (batalla de Köse Dağ) pero eso no impidió el avance mongol.